# Bismarckia nobilis
Bismarckia nobilis je druh palmy a jediný druh rodu Bismarckia. Je to rozměrná dvoudomá palma s velkými dlanitými listy a přímým kmenem. Květenství vyrůstají v koruně mezi bázemi listů a nepřesahují je. Plodem je peckovice. Druh pochází z Madagaskaru, kde roste jako dominanta na otevřených savanách. Je považován za jednu z nejkrásnějších palem vůbec a je pěstován v tropech a subtropech celého světa.

## Popis
Bismarckia nobilis je rozměrná, dvoudomá, beztrnná palma, dorůstající výšky až 20 metrů. Kmen je šedohnědý, hladký, válcovitý a přímý, 20 až 40 cm tlustý, s nepravidelnými kruhovými listovými jizvami, na bázi ztlustlý (průměr u země až 80 cm). Dřeň kmene je bílá. Listy jsou dlanitozpeřené, induplikátní, s tlustým voskovým povlakem na povrchu. Řapíky jsou až 2,5 metru dlouhé, tlusté, u báze žlábkaté, u konce ploché, s rovným okrajem. Čepele listů jsou zhruba 1,5 metru široké (výjimečně až 3 m), asi do 1/4 až 1/3 členěné na pravidelné, jednoduše přehnuté segmenty. Na lícové straně čepele je v místě srůstu s řapíkem nápadný a často značně velký výrůstek (hastula). Listové pochvy jsou asi 80 cm dlouhé, v místě nasazení řapíku se 2 oušky.
Květenství vyrůstají jednotlivě v koruně mezi listy a nepřesahují je. Samčí i samičí květenství mají podobnou architekturu. Samčí květy jsou uspořádány ve vijanech po 3 a jsou obklopené chlupy. Kalich je trubkovitý, zakončený krátkými laloky, koruna je delší než kalich a zakončená kápovitými laloky. Tyčinek je 6 a mají na bázi srostlé nitky. Samičí květy jsou v květenství jednotlivé, kalich je na bázi srostlý a koruna je kratší než kalich. Gyneceum je složeno ze 3 plodolistů nesoucích na vrcholu nízké čnělky. Plody jsou tmavohnědé, 4 až 5 cm velké, elipsoidní nebo kulovité, jednosemenné, na povrchu hladké a lesklé, na vrcholu se zbytky čnělky. Květy obsahují rudimenty opačného pohlaví.

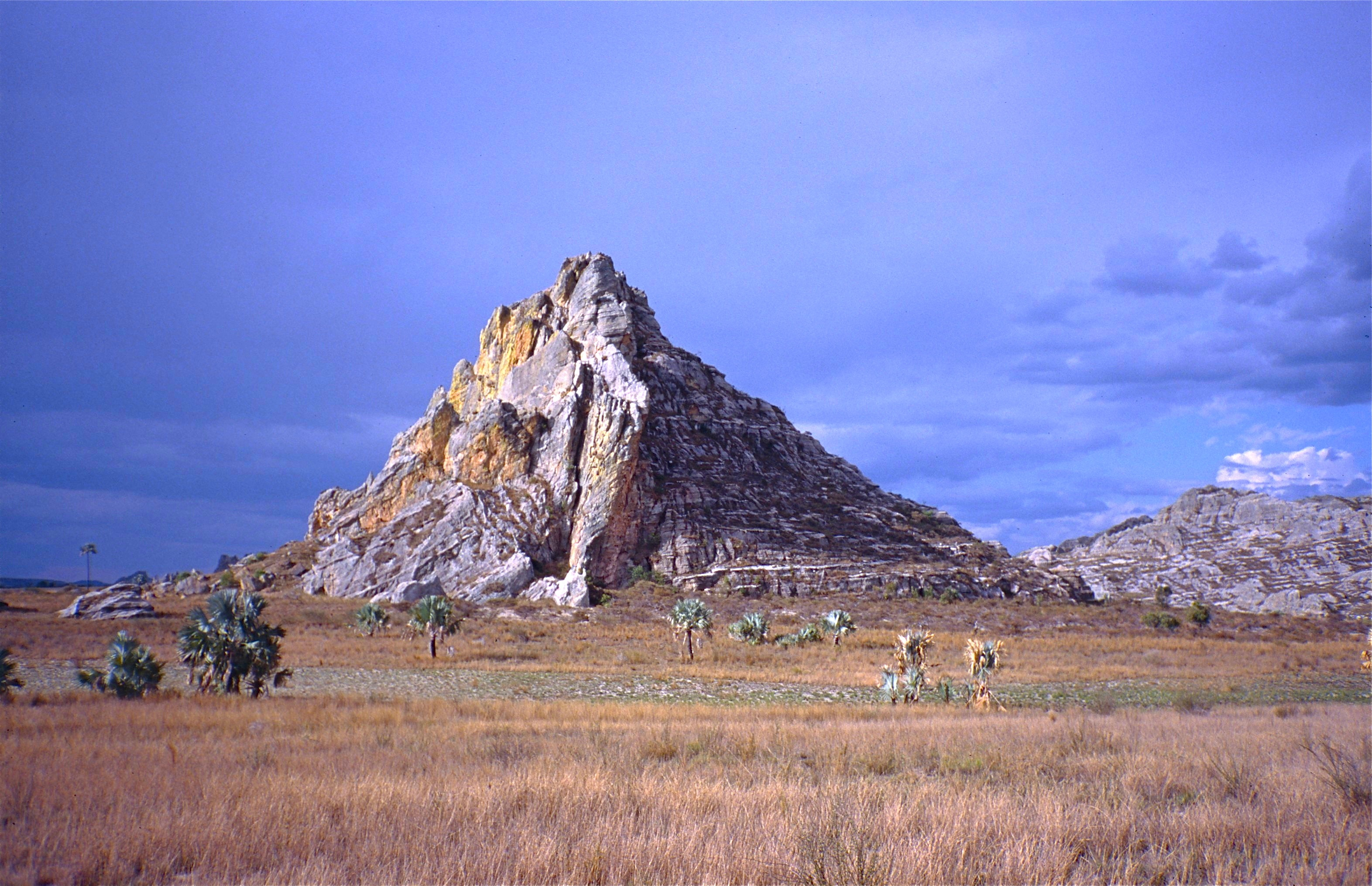
Bismarckia v přirozeném prostředí
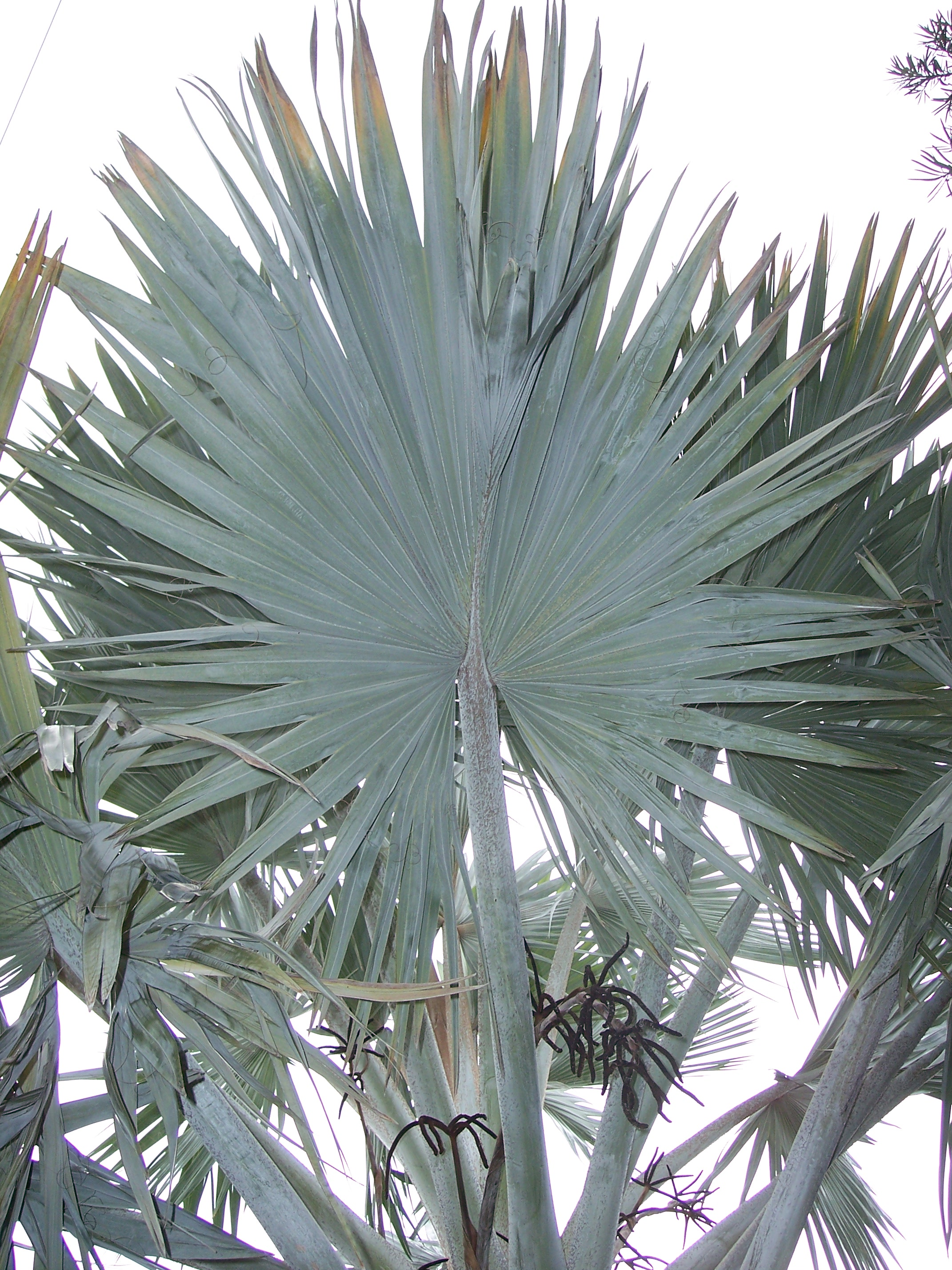
Dlanitozpeřený list
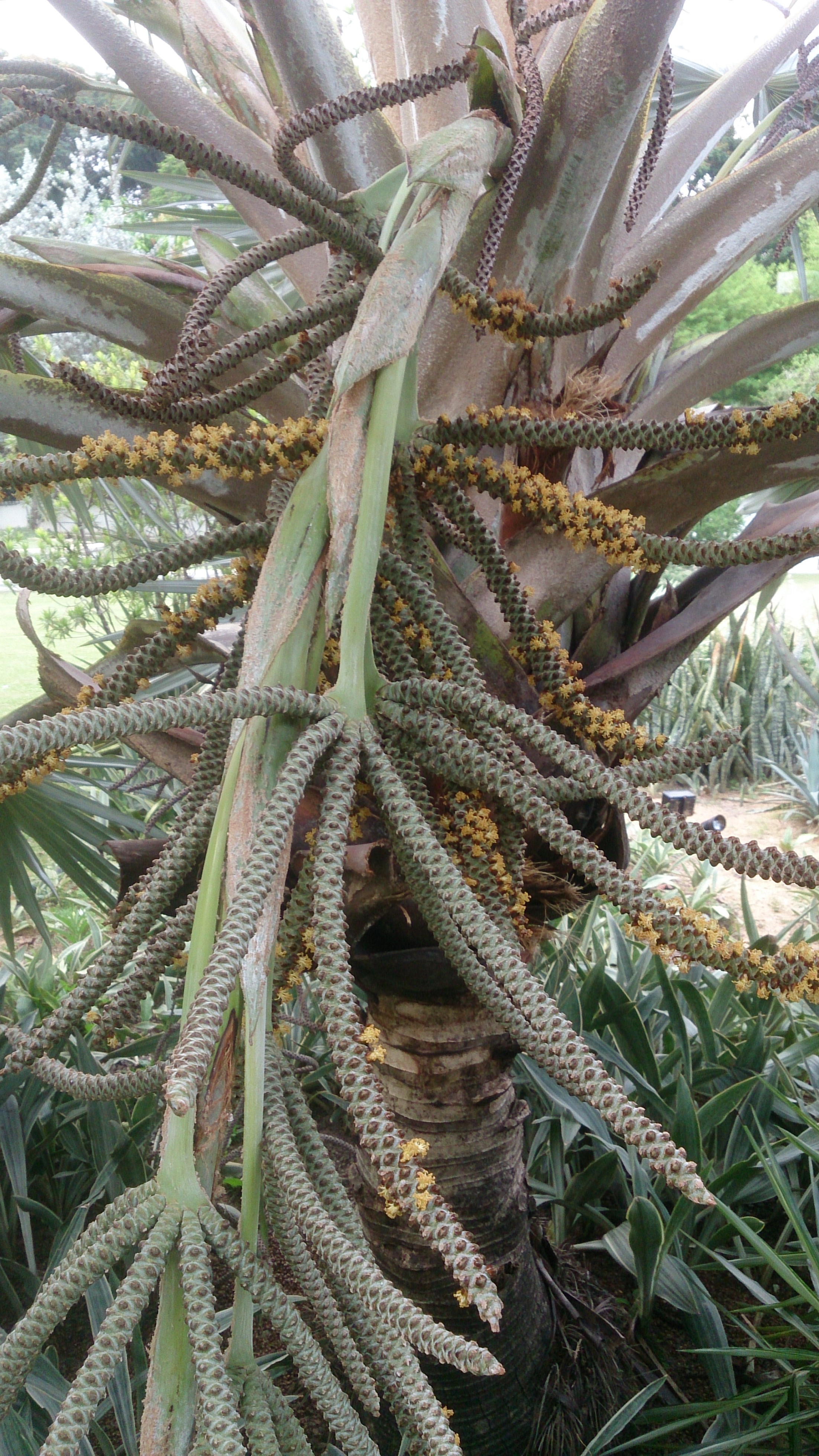
Květenství

## Rozšíření
Druh je endemitem Madagaskaru. Vyskytuje se v severní a západní části ostrova, kde roste roztroušeně v otevřené savaně a představuje zde dominantní dřevinu.

## Ekologické interakce
Tato palma roste v oblastech s periodickými požáry vegetace.
Na Floridě jsou oslabené exempláře této palmy napadány místním nosatcovitým broukem Rhynchophorus cruentatus, který se ve svém přirozeném prostředí živí na palmě Sabal palmetto a je největším severoamerickým druhem nosatce. Larvy tohoto brouka vyžírají zejména měkčí tkáň růstového vrcholu a jsou schopny rostlinu i zahubit.

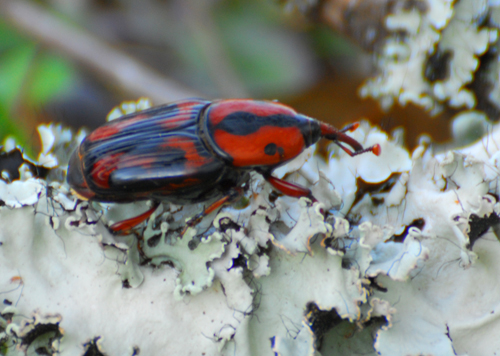
Nosatcovitý brouk Rhynchophorus cruentatus
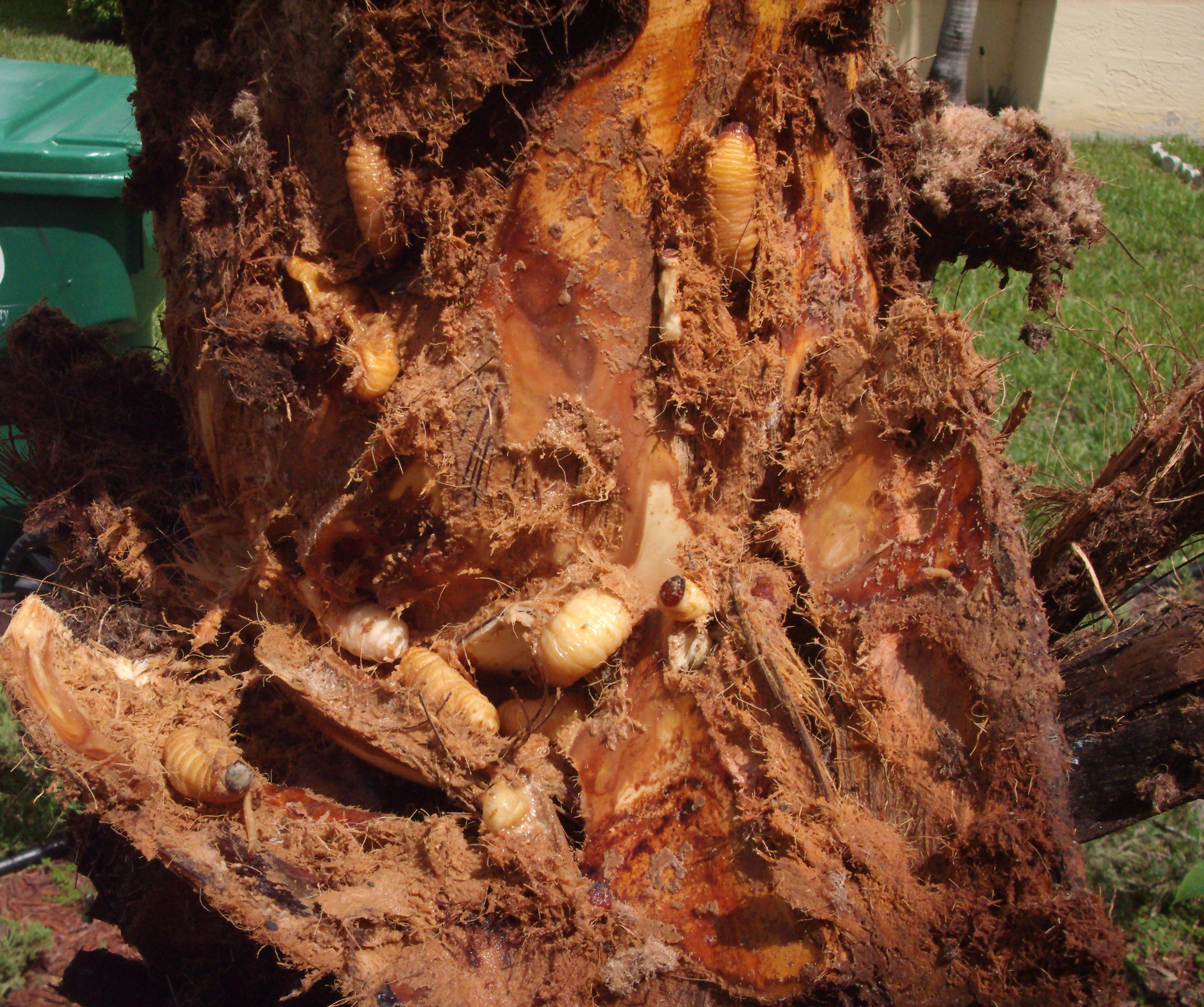
Larvy R. cruentatus v kmeni palmy

## Taxonomie
Rod Bismarckia je v rámci taxonomie palem řazen do podčeledi Coryphoideae, tribu Borasseae a subtribu Hyphaeninae. Nejblíže příbuzným rodem je podle výsledků molekulárních studií rovněž madagaskarský a rovněž monotypický rod Satranala. Další blízce příbuzné rody jsou Hyphaene a Medemia.

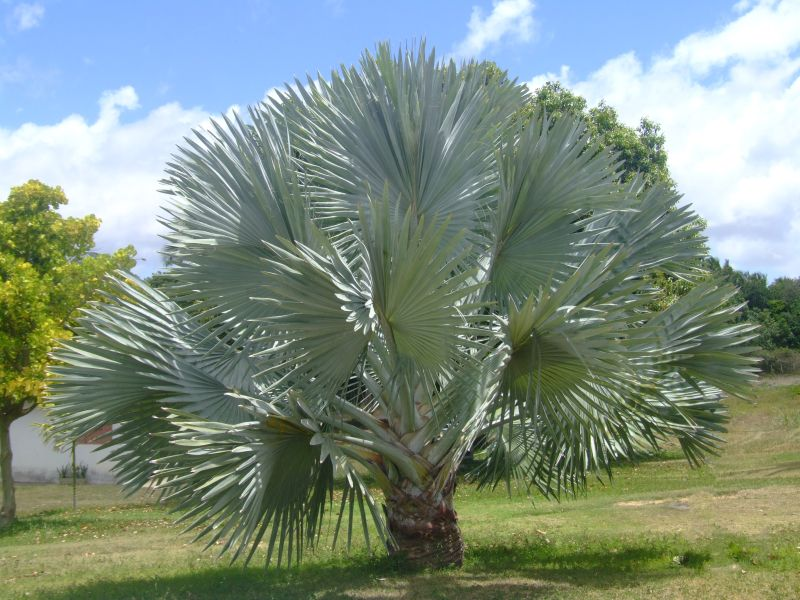
Bismarckia jako okrasná dřevina

## Význam
Bismarckia je považována za jednu z nejkrásnějších palem světa. Je pěstována jako okrasná dřevina v sušších oblastech tropů a teplých subtropů celého světa. Je to rozměrná palma, která vyžaduje mnoho místa a již v mládí může dosahovat šířky přes 5 metrů. Pěstuje se ve dvou formách: s olistěním olivově zeleným a stříbřitě ojíněným. Přirůstá asi o 30 až 60 cm ročně. Vzhledově dosti podobný je rod Latania, obsahující 3 druhy a pocházející z Maskarénských ostrovů.
Kmen a listy této palmy slouží domorodcům na Madagaskaru ke stavbě obydlí.